# Julius Ringel
Pour les articles homonymes, voir Ringel (homonymie).
Julius "Papa" Ringel (16 novembre 1889 à Völkermarkt, Autriche-Hongrie – 11 février 1967 à Bayerisch Gmain, Allemagne) était un militaire autrichien, passé à la Wehrmacht après l’Anschluss. Il y atteignit le grade de Generaloberst. Au cours de la Seconde Guerre mondiale, il commanda successivement la 3e et la 5e division de montagne, le LXIXe corps d’armée, le XIe district militaire puis le corps d’armée Ringel. Il fut décoré de la croix de chevalier de la croix de fer avec feuilles de chêne.

## Les premières années
Julius Ringel est né à Völkermarkt dans la province autrichienne de Carinthie Il entre en 1905 à l’école militaire de Vienne où il obtient son diplôme le 18 août 1909 ; il rejoint ensuite, en tant qu’aspirant le 4e régiment de la Landwehr, une unité de troupes de montagne et il est promu lieutenant en 1910.
Au début de la Première Guerre mondiale, Ringel combat au sein du 2e régiment de montagnes, sur les fronts de Galicie et dans les Alpes italiennes, où il est fait prisonnier en 1918.
De retour dans la nouvelle république autrichienne, il lutte contre les troupes du royaume de Yougoslavie qui occupent sa Carinthie natale. Après le plébiscite qui s’y déroule et la création de la première république autrichienne, il rejoint son armée. Promu major en 1930, puis lieutenant-colonel en 1932, il commande la 5e brigade de chasseurs de montagne.

## Dans la Wehrmacht
Sympathisant nazi, Ringel est un partisan de l’Anschluss, après lequel il rejoint la 3e division d’infanterie de montagne de la Wehrmacht avec enthousiasme. En février 1939, il est promu colonel et devient le commandant du 74e régiment d’infanterie. Au début de la Seconde Guerre mondiale, il est affecté à la 268e division, puis il est nommé, le 27 octobre 1939, commandant du 266e régiment d’infanterie qu’il dirige sur le front de l’ouest.
Le 7 juin 1940, Ringel retrouve la 3e division d’infanterie de montagne, dont il est nommé commandant le 14 juillet. Il la dirige jusqu’en octobre : promu major, il prend la tête de la 5e division d’infanterie de montagne, récemment créée, qui prend part aux combats au printemps 1941, lors de l’invasion de la Grèce et de la bataille de Crète. Son remarquable sens du commandement lors de ces opérations, il est décoré de la croix de chevalier de la croix de fer, le 13 juin 1941.
En novembre 1941, la division de Ringel mise au repos en Allemagne ; quatre mois plus tard, elle est envoyée sur le front de l’est. Sous le commandement de Ringel, elle participe aux opérations militaires au sud-ouest de Léningrad, où elle joue un rôle majeur dans la défaite du front russe de Vokhov. En octobre 1943, Ringel est promu lieutenant-général et voit s’ajouter les feuilles de chêne à sa croix de fer. Après presque deux ans de combats sur le front de l’est, la 3e division d’infanterie de montagne est envoyée en Italie ; elle y arrive en décembre 1943, sur la Gustav Line, près de la ville Cassino. Quatre mois plus tard, Ringel reçoit un nouveau commandement, celui du LXIXe corps d’armée, en Croatie. En juin, à nouveau promu, cette fois au grade de général, il prend le commandement du district militaire de Salzbourg où est formé le corps d’armée Ringel.